# Phaseolus vulcanicus
Phaseolus vulcanicus är en ärtväxtart som först beskrevs av Charles Vancouver Piper, och fick sitt nu gällande namn av Marechal och Al. Phaseolus vulcanicus ingår i släktet bönor, och familjen ärtväxter. Inga underarter finns listade i Catalogue of Life.